# Couvent des Clarisses de Grosseto
Le couvent des Clarisses (convento delle Clarisse) est un ancien couvent de Grosseto, en Italie. Depuis 2019, il abrite le Musée collection Gianfranco-Luzzetti.

## Histoire
La construction du couvent de l'ordre de Sainte Claire d'Assise a commencé en 1585, mais n'a été achevée qu'en 1692. Le cloître et l'oratoire ont été construits en 1634.
Le couvent fut supprimé par le grand-duc Pierre-Léopold en 1787 et donné à l'hôpital Misericordia. Le couvent et l'hôpital furent reliés grâce à la construction de l'"arche des infirmiéres" (ou Chiasso delle Monache (it)), démolie en 1929.
En 1995, le bâtiment est devenu la propriété de la municipalité de Grosseto, qui l'a restauré et l'a utilisé pour événements culturels et initiatives éducatives. En mars 2016, l'ancien couvent est devenu le siège du centre d'exposition « Clarisse Arte ». Le 22 décembre 2019, le Musée collection Gianfranco-Luzzetti a été inauguré.